# 시냅스 가지치기

시냅스의 모식도

시냅스 가지치기(영어: synaptic pruning)는 신경계 발달 과정의 한 단계로, 사람을 포함한 많은 포유류에서 유아기와 사춘기 사이에서 일어나는 시냅스 제거 과정이다. 가지치기는 출생 직후부터 시작되어 20대 후반까지 계속된다. 시냅스가 가지치기를 하는 동안 축삭돌기와 가지돌기는 모두 붕괴되어 죽는다. 전통적으로 시냅스 가지치기는 성적 성숙 시점에 완료된다고 여겨졌지만 MRI 연구에서는 이 개념이 부정되었다.

## 같이 보기
- 신경가소성
- 시냅스